# Leichtathletik-Länderkampf 1924 Deutschland – Schweiz
| Einziger Leichtathletik-Länderkampf mit deutscher Beteiligung 1924 | Einziger Leichtathletik-Länderkampf mit deutscher Beteiligung 1924 |
| ------------------------------------------------------------------ | ------------------------------------------------------------------ |
|                                                                    |                                                                    |
| Ländervergleich Deutschland – Schweiz                              |                                                                    |
| Austragungsort                                                     | Düsseldorf                                                         |
| Wettbewerbe                                                        | 15                                                                 |
| Datum                                                              | 31. August 1924                                                    |
| 1. Deutschland 2. Schweiz                                          | 55 Punkte 81 Punkte                                                |
| Chronik                                                            |                                                                    |
| ← einziger LK 1923: 00SUI-GER                                      | erster LK 1925:00 AUT-CSK-GER-HUN-YUG →                            |

Das Leichtathletik-Länderkampfjahr 1924 war das Jahr der Olympischen Spiele in Paris. Deutschland durfte nach dem verlorenen Ersten Weltkrieg zum zweiten Mal in Folge nicht an den Spielen teilnehmen. Umso mehr Bedeutung fiel dem auch in diesem Jahr stattfindenden internationalen Vergleich in der Leichtathletik mit der Schweiz zu. Es war die nun schon vierte Austragung dieses Wettbewerbs, der zum ersten Mal nicht in der Schweizer Stadt Basel stattfand, sondern in Düsseldorf. Die Stadt litt immer noch unter den Nachkriegswirren und der seit 1921 daraus resultierenden Rheinland- und Ruhrbesetzung, die noch bis 1925 andauerte. Dennoch waren den Menschen Kultur und Sport wichtig und so konnte dieser Länderkampf in Düsseldorf stattfinden.
Beteiligt waren in diesen Anfangsjahren nur Männer, die Frauen trugen 1928 ihren ersten Länderkampf aus, dem Jahr, in dem Frauen in der Leichtathletik auch zum ersten Mal an Olympischen Spielen teilnehmen durften. Die beiden Länder bestritten diesen Länderkampf bis einschließlich 1938 mit Ausnahme des Olympiajahres 1936 in jedem der folgenden Jahre.
Deutschland kam zu seinem vierten Sieg, der mit diesmal 81 zu 55 (Straf-)Punkten wieder deutlich höher ausfiel.

## Modus
Die Regeln blieben auch bei diesem dritten Aufeinandertreffen der beiden Länder unverändert. Zwei Athleten traten je Wettbewerb und Nation gegeneinander an – ein Modus, der sich bei Länderkämpfen in späteren Jahren fest etablierte. Gewertet wurde immer noch anders als das später üblich wurde: In den Einzeldisziplinen war die Platzierung identisch mit den vergebenen Punkten. In den beiden Staffeln brachte Platz eins einen Punkt und das Team auf Rang zwei erhielt drei Punkte. Es handelte sich also um ein System von Strafpunkten, aus der die Mannschaft mit der niedrigeren Punktzahl als Sieger hervorging.

## Legende
Kurze Übersicht zur Bedeutung der Symbolik – so üblicherweise auch in sonstigen Veröffentlichungen verwendet:
| k. A. | keine Angabe |

## Resultate

### 100 m
| Platz | Athlet           | Land | Zeit (s) |
| ----- | ---------------- | ---- | -------- |
| 1     | Hubert Houben    | GER  | 10,8     |
| 2     | Josef Imbach     | SUI  | k. A.    |
| 3     | Hermann Schlöske | GER  | k. A.    |
| 4     | Karl Borner      | SUI  | k. A.    |

### 200 m
| Platz | Athlet        | Land | Zeit (s) |
| ----- | ------------- | ---- | -------- |
| 1     | Hubert Houben | GER  | 22,2     |
| 2     | Willi Apfel   | GER  | k. A.    |
| 3     | Heinz Hemmi   | SUI  | k. A.    |
| 4     | Karl Borner   | SUI  | k. A.    |

### 400 m
| Platz | Athlet                | Land | Zeit (s) |
| ----- | --------------------- | ---- | -------- |
| 1     | Josef Imbach          | SUI  | 50,5     |
| 2     | Paul Martin           | SUI  | k. A.    |
| 3     | Reinhold Schmidt      | GER  | k. A.    |
| 4     | Hermann Wellenreuther | GER  | k. A.    |

### 800 m
| Platz | Athlet          | Land | Zeit (min) |
| ----- | --------------- | ---- | ---------- |
| 1     | Otto Peltzer    | GER  | 1:55,4     |
| 2     | Paul Martin     | SUI  | k. A.      |
| 3     | Fritz Schoemann | GER  | k. A.      |
| 4     | Dentan          | SUI  | k. A.      |

### 1500 m
| Platz | Athlet          | Land | Zeit (min) |
| ----- | --------------- | ---- | ---------- |
| 1     | Willy Schärer   | SUI  | 4:12,8     |
| 2     | Fritz Schoemann | GER  | k. A.      |
| 3     | Herbert Böcher  | GER  | k. A.      |
| 4     | Dentan          | SUI  | k. A.      |

### 5000 m
| Platz | Athlet         | Land | Zeit (min) |
| ----- | -------------- | ---- | ---------- |
| 1     | Wilhelm Hitsen | GER  | 15:37,0    |
| 2     | Emil Bedarff   | GER  | k. A.      |
| 3     | Körner         | SUI  | k. A.      |

Es war nur ein Schweizer Läufer am Start.

### 110 m Hürden
| Platz | Athlet          | Land | Zeit (s) |
| ----- | --------------- | ---- | -------- |
| 1     | Fritz Köpke     | GER  | 16,2     |
| 2     | Willi Moser     | SUI  | k. A.    |
| 3     | Alfred Lehniger | GER  | k. A.    |

Es war nur ein Schweizer Hürdensprinter am Start.

### 4 × 100 m Staffel
| Platz | Besetzung       | Land                                                      | Zeit (s) |
| ----- | --------------- | --------------------------------------------------------- | -------- |
| 1     | Deutsches Reich | Hubert Houben Willi Apfel Kurt Dreibholz Hermann Schlöske | 42,2     |
| 2     | Schweiz         | Josef Imbach Willy Tschopp Heinz Hemmi Karl Borner        | 42,3     |

### Olympische Staffel (800m – 400m – 200m – 100m)
| Platz | Besetzung       | Land                                                       | Zeit (min) |
| ----- | --------------- | ---------------------------------------------------------- | ---------- |
| 1     | Deutsches Reich | Otto Peltzer Reinhold Schmidt Willi Apfel Hermann Schlöske | 3:22,4     |
| 1     | Schweiz         | Willy Schärer Paul Martin Heinz Hemmi Karl Borner          | 3:22,4     |

### Hochsprung
| Platz | Athlet           | Land | Höhe (m) |
| ----- | ---------------- | ---- | -------- |
| 1     | Hans Moser       | SUI  | 1,70     |
| 2     | Ernst Fritzmann  | GER  | 1,69     |
| 3     | Heinrich Schuler | SUI  | 1,65     |
| 4     | Fritz Köpke      | GER  | 1,60     |

### Stabhochsprung
| Platz | Athlet           | Land | Höhe (m) |
| ----- | ---------------- | ---- | -------- |
| 1     | Alfred Lehniger  | GER  | 3,20     |
| 2     | Henry Schumacher | GER  | 3,20     |
| 3     | Stengler         | SUI  | 3,10     |
| 4     | Hans Moser       | SUI  | k. A.    |

### Weitsprung
| Platz | Athlet           | Land | Weite (m) |
| ----- | ---------------- | ---- | --------- |
| 1     | Henry Schumacher | GER  | 6,61      |
| 2     | Fritz Köpke      | GER  | 6,51      |
| 3     | Hans Wenk        | SUI  | 6,47      |
| 4     | Adolf Meier      | SUI  | 6,29      |

### Kugelstoßen
| Platz | Athlet          | Land | Weite (m) |
| ----- | --------------- | ---- | --------- |
| 1     | Ludwig Haymann  | GER  | 13,74     |
| 2     | Werner Nüesch   | SUI  | 13,67     |
| 3     | Fritz Wenninger | GER  | 12,85     |
| 4     | Böser           | SUI  | 12,45     |

### Diskuswurf
| Platz | Athlet              | Land | Weite (m) |
| ----- | ------------------- | ---- | --------- |
| 1     | Gustav Steinbrenner | GER  | 42,02     |
| 2     | Böser               | SUI  | 38,98     |
| 3     | Hans Hoffmeister    | GER  | 38,35     |
| 4     | Werner Nüesch       | SUI  | 37,96     |

### Speerwurf
| Platz | Athlet           | Land | Weite (m) |
| ----- | ---------------- | ---- | --------- |
| 1     | Hermann Salmon   | GER  | 51,00     |
| 2     | Hans Wipf        | SUI  | 50,00     |
| 3     | Hans Hoffmeister | GER  | 45,83     |
| 4     | Willi Moser      | SUI  | 45,73     |